# Осада Берика (1333)
Осада Берика (англ. Siege of Berwick) — осада англичанами шотландского города Берик во время Второй войны за независимость Шотландии. Она длилась четыре месяца в 1333 году и привела к тому, что город был захвачен английской армией под командованием короля Эдуарда III. За год до этого Эдуард Баллиол захватил шотландскую корону, но вскоре он был изгнан из королевства народным восстанием. Эдуард III использовал это как повод для войны и вторгся в Шотландию. Ближайшей целью был стратегически важный пограничный город Берик.
Передовые силы осадили город в марте. Эдуард III и главная английская армия присоединились к нему в мае и начали атаку. Большая шотландская армия выступила к Берику, чтобы снять осаду. Так как город был на грани капитуляции, шотландцы были вынуждены напасть на англичан 19 июля. В сражении при Халидон-Хилле они потерпели сокрушительное поражение, и Берик сдался на следующий день. Баллиол снова стал королём Шотландии, но уступил часть шотландской территории Эдуарду III и дал вассальную клятву за остальные владения..

## Предыстория
Первая война за независимость Шотландии между Англией и Шотландией началась в марте 1296 года, когда английский король Эдуард I захватил Берик перед своим вторжением в Шотландию. Война длилась 30 лет, пока английская армия не была разбита в сражении при Стенхоуп-Парке, где английский король Эдуард III едва не попал в плен. Это заставило его регентов, Изабеллу Французскую и Роджера Мортимера, пойти на переговоры. В итоге между ними и Робертом Брюсом был заключён Нортгемптонский договор. Некоторые шотландские дворяне, отказавшиеся дать клятву верности Брюсу, были лишены наследства и покинули Шотландию, чтобы присоединиться к Эдуарду Баллиолу, сыну шотландского короля Джона I, которого Эдуард I сверг в 1296 году.
Роберт Брюс умер в 1329 году; его наследником стал 5-летний Давид II. В 1331 году лишённые наследства шотландские дворяне собрались в Йоркшире и под руководством Эдуарда Баллиола и Генри Бомонта, задумали вторжение в Шотландию. Эдуард III знал об этой схеме и официально запретил её, написав в марте 1332 года официальным лицам севера страны, что любой, кто планирует вторжение в Шотландию, должен быть арестован. В действительности все было иначе, и Эдуард III был рад доставить неприятности своему северному соседу. Он настаивал на том, чтобы Баллиол не вторгался в Шотландию по суше из Англии, но закрыл глаза на то, как его войска вышли в Шотландию из портов Йоркшира 31 июля 1332 года. Шотландцы знали об этой ситуации и ждали Баллиола. Регентом Давида II был опытный старый солдат, Томас Рэндольф, 1-й граф Морей. Он подготовился к войне, но умер за десять дней до того, как заговорщики покинули английский порт.
Через пять дней после высадки в Файфе отряд Баллиола численностью около 2000 человек встретил шотландскую армию численностью 12 000 — 15 000 человек. Шотландцы были разгромлены в сражении при Дапплин-Мур. Погибли тысячи шотландцев, в том числе большая часть знати королевства. Баллиол был коронован как король Шотландии в Скуне — традиционном месте коронации шотландских монархов — 24 сентября 1332 года. Почти сразу Баллиол предоставил Эдуарду III шотландские поместья на сумму £2,000 (фунтов стерлингов), включая «город, замок и графство Берик». Сторонники Баллиола в Шотландии были немногочисленны, и через шесть месяцев он потерпел крах. Через несколько месяцев после коронации Балиола сторонники Давида II напали на него и разбили в сражении при Аннане. Баллиол сбежал в Англию верхом, полуодетый и без седла. Он обратился к Эдуарду III за помощью.
Берик, на побережье Британского Северного моря, находится на англо-шотландской границе, верхом на главном вторжении и торговом пути в любом направлении. В средние века это были ворота из Шотландии в английский восточный марш. По словам Уильяма Эдингтона, епископа и канцлера Англии, город был «настолько густонаселён и настолько коммерчески важен, что его по праву можно назвать ещё одной Александрией, богатство которой было морем, а вода — его стенами». Это был самый успешный торговый город в Шотландии, и пошлина на шерсть, которая проходила через него, была крупнейшим источником дохода шотландской короны. В течение столетий войны между двумя странами его стратегическая ценность и относительное богатство привели к череде набегов, осад и захватов. Сражения были редки, так как шотландцы предпочитали партизанскую тактику и границу в Англию. Берик был продан шотландцам Ричардом I из Англии (ок. 1189—1199) 140 лет назад, чтобы собрать средства для своего крестового похода. Город был захвачен и разграблен Эдуардом I в 1296 году, первым значительным действием Первой войны за независимость Шотландии. Двадцать два года спустя Роберт Брюс забрал его после того, как подкупил английского охранника, изгнав последний английский гарнизон из шотландской земли. Король Англии Эдуард II попытался вернуть Берик в 1319 году, но прекратил осаду после того, как шотландская армия обошла его и победила спешно собранную армию под управлением архиепископа Йоркского в битве при Митоне.

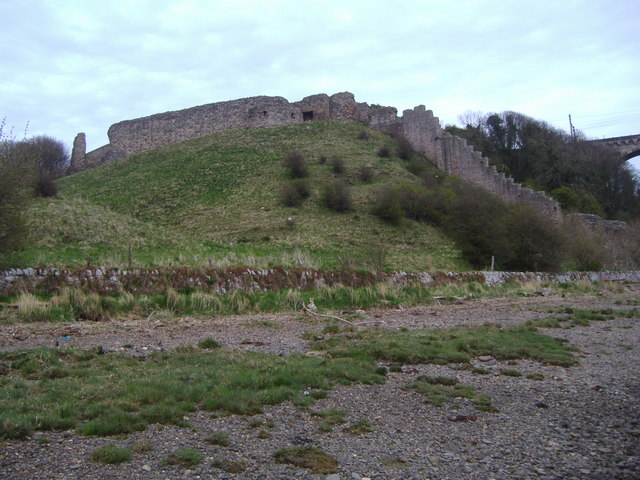
Часть городских стен Берика

В начале 1333 года атмосфера на границе была напряженной. Эдуард III отказался от всех притязаний на нейтралитет, признал Баллиола королём Шотландии и готовился к войне. Английский парламент встретился в Йорке и обсуждал ситуацию в течение пяти дней без заключения. Эдуард III обещал обсудить этот вопрос как с папой римским Иоанном XXII, так и с французским королём Филиппом VI. Возможно, чтобы помешать шотландцам взять на себя инициативу, Англия начала открыто готовиться к войне, объявив, что именно Шотландия готовилась к вторжению в Англию. В Шотландии Арчибальд Дуглас был Хранителем Королевства для несовершеннолетнего Дэвида. Он был братом «Доброго» сэра Джеймса Дугласа, героя Первой войны за независимость. Оружие и запасы были собраны, когда он принял меры для защиты Берика. Патрик Данбар, граф Марч, хранитель замка Берик, недавно потратил почти 200 фунтов на оборону. Сэр Александр Сетон был назначен губернатором Берика, ответственным за защиту города. После увольнения в 1296 году Эдуард I заменил старый деревянный частокол каменными стенами. Они были значительно улучшены шотландцами в 1318 году. Стены простирались на 2 мили (3,2 километра) и имели толщину до 40 дюймов (3 фута; 1 метр) и высоту 22 фута (6,7 метра). Они были защищены башнями, каждая высотой до 20 футов (20 метров). Стена на юго-западе была дополнительно защищена рекой Твид, которая пересекалась каменным мостом и входила в город. у каменной сторожки. Замок Берик находился к западу от города, разделённый широким рвом, что делало город и крепость независимыми оплотами. Берик был хорошо защищён, хорошо снабжён провизией и техникой, и ожидал, что выдержит долгую осаду.

## Осада
Баллиол под командованием лишённых наследства шотландских лордов и некоторых английских магнатов пересёк границу 10 марта. Эдуард III предоставил гранты в размере более £1,000 для сопровождающих его дворян в кампании, и такая же сумма была выплачена товарищам Баллиола; Баллиол получил более £700 лично. Он прошёл через Роксбургшир, сжигая и грабя по дороге и захватывая Окснам. Он добрался до Берика в конце марта и отрезал его по суше. Военно-морской флот Эдуарда III уже изолировал его морским путём. Говорят, что Баллиол и сопровождающие его дворяне поклялись не отступать, пока Берик не пал. Эдуард прибыл в Берик с основной английской армией 9 мая, после отъезда королевы Филиппы в замке Бамбург в 15 милях (24 километрах) к югу от Берика. Баллиол пробыл в Берике шесть недель и поставил город под осаду. Были вырыты траншеи, отключена подача воды и все коммуникации с внутренними районами. Политика выжженной земли была применена к окрестностям, чтобы запретить снабжение города, если появилась возможность снять осаду. Разграбление сельской местности также добавило к снабжению английской армии. Армия включала войска, поднятые в уэльских маршах и Мидлендах, а также сборы с севера, которые уже были собраны из-за более ранних шотландских набегов. К концу месяца эти силы были увеличены благородными свитами, сбором в Ньюкасле и сбором английского флота на реке Тайн. Сопровождение армии были мастерами по созданию осадных машин. Тридцать семь каменщиков подготовили около 700 каменных ракет для осады, которые были доставлены морским путем из Халла 16 мая. Эдуард III организовал переброску объединённой армии морем через небольшой порт Твидмут.

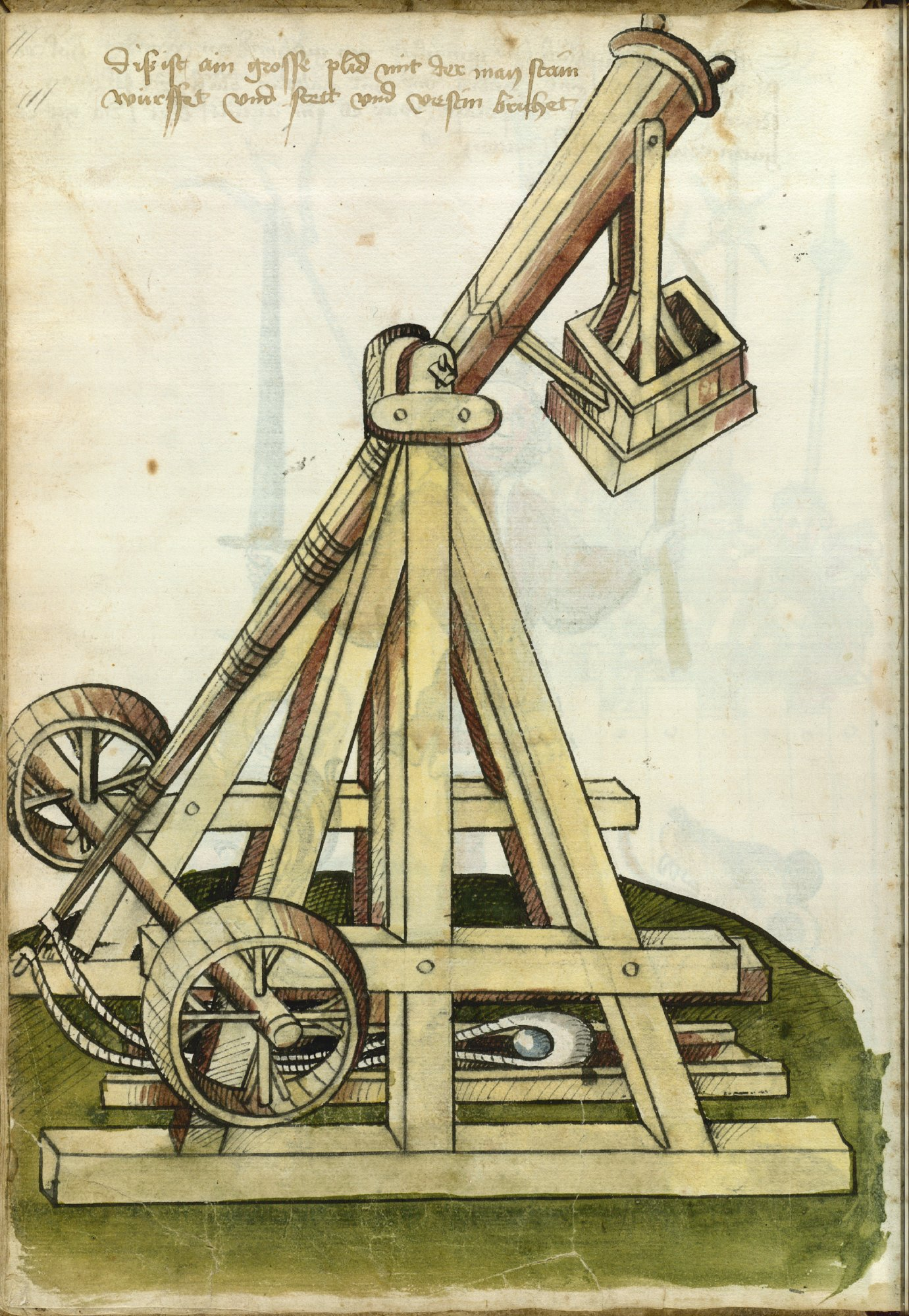
Чернильный эскиз противовеса требюше

Дуглас собрал большую армию к северу от границы, но его бездействие резко контрастирует с быстрым ответом Роберта Брюса на осаду 1319 года. Дуглас, похоже, потратил время на то, чтобы собрать все больше войск, а не использовать те, которые ему уже приходилось совершать, для совершения диверсионных набегов. Незначительные набеги в Камберленд были начаты сэром Арчибальдом Дугласом. Их было недостаточно, чтобы вывести английские войска из осады. Но это дало Эдуарду III повод для его вторжения, которым он в полной мере воспользовался. Успех пропаганды Эдуарда III отражён в современных английских хрониках, которые изображают его вторжение как ответный удар против шотландских набегов,
…propter incursiones Scotorum cum incendijs ac multas alias illatas iniurias regno Anglie (…on account of the incursions of the Scots and the many injuries so inflicted on the realm of England).
С прибытием Эдуарда III начался штурм Берика. Им командовал фламандский солдат-торговец Джон Крабб. Крабб защищал Берик от англичан в 1319 году, был захвачен ими в 1332 году и теперь использовал свои знания о защите Берика от имени Англии. Катапульты и кабачки были использованы с большим эффектом. Англичане использовали некоторые виды огнестрельного оружия во время осады, и современный историк Ранальд Николсон заявляет, что Берик был, вероятно, «первым городом на Британских островах, который подвергся бомбардировке пушкой».
В конце июня защитники бросили горящий хворост, пропитанный смолой, в попытке отразить морскую атаку. Вместо английских кораблей большая часть города была подожжена. Уильям Сетон, сын губернатора города, был убит в ходе штурма английского морского побережья. К концу июня нападения на суше и на море привели город к разорению, а гарнизон был почти истощён. Считается, что желание передышки от вражеского огня двух больших противовесов, используемых англичанами, было значительным фактором для Сетона, требующего короткого перемирия у короля Эдуарда. Это было предоставлено, но только при условии, что он сдастся, если не будет освобождён к 11 июля. Сын Сетона, Томас, должен был стать заложником соглашения вместе с одиннадцатью другими.

## Попытка деблокады
Дуглас теперь столкнулся с ситуацией, похожей на ту, с которой англичане столкнулись до битвы при Баннокберне. Николсон считает, что «если Берик должен был быть спасён, немедленные действия со стороны шотландского опекуна были неизбежны». В силу национальной гордости Дуглас должен был прийти на помощь Берику, так же, как Эдуард II пришёл на рельеф замка Стерлинг в 1314 году. Армия, которую Дуглас потратил так много времени, теперь была вынуждена выйти на поле боя. Английская армия, по оценкам, насчитывает менее 10 000 человек, численность шотландцев превосходит численность примерно в два раза. Дуглас вошёл в Англию 11 июля, в последний день перемирия Сетона. Он продвинулся на восток к Твидмуту и уничтожил его в поле зрения английской армии. Эдуард III не двигался.

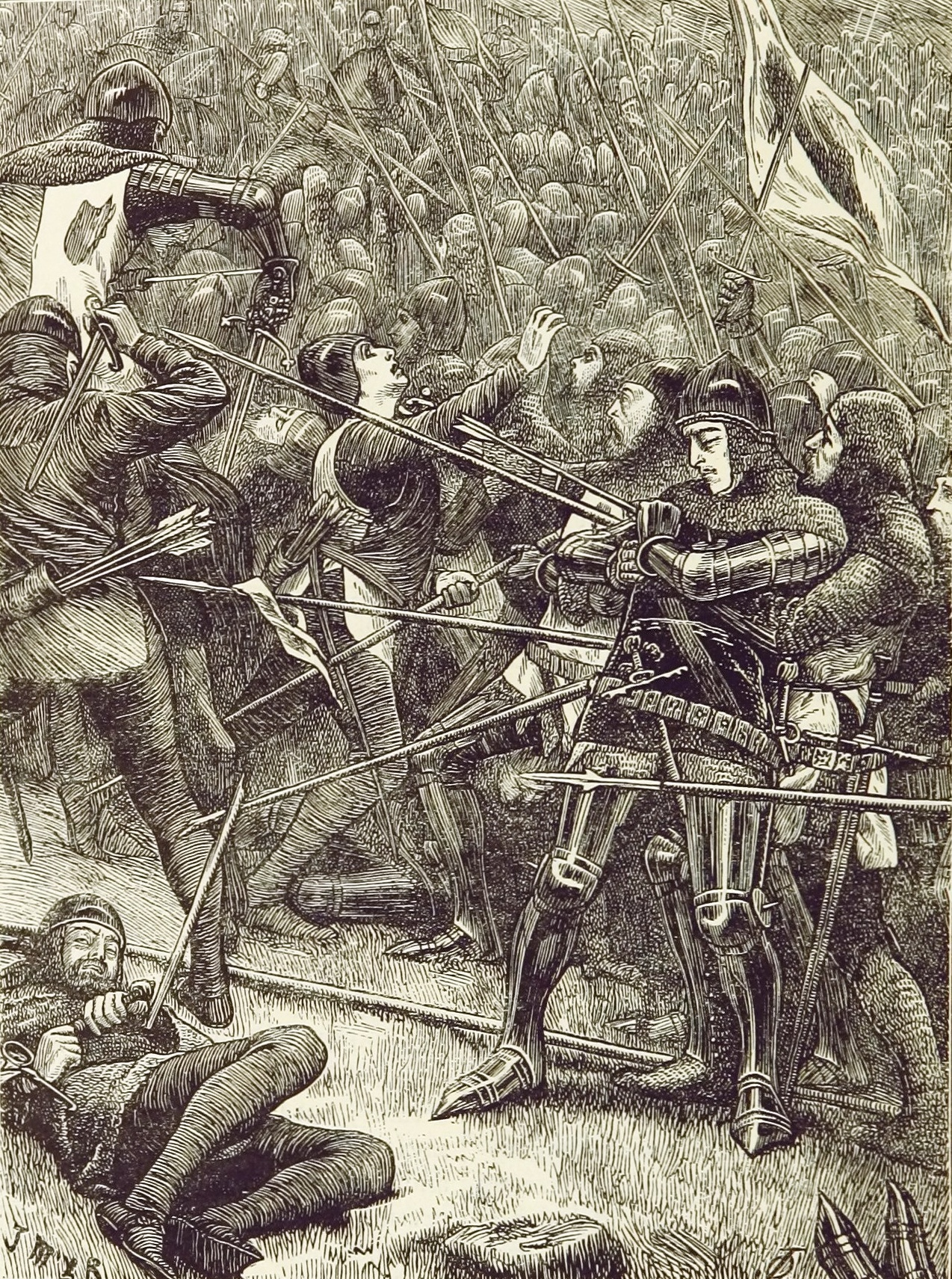
Сражение

Сэр Уильям Кит вместе с сэром Александром Греем и сэром Уильямом Прендергюстом возглавляют отряд из примерно 200 шотландских кавалеристов. С некоторым трудом они пробились через руины моста к северному берегу Твида и пробились в город. Дуглас считал, что город освобожден. Он послал сообщения Эдуарду III, призывая его уйти, угрожая, что, если он не сделает этого, армия шотландцев опустошит Англию. Шотландцам бросили вызов сделать все возможное. Защитники утверждали, что 200 всадников Кейта составляли облегчение согласно перемирию, и поэтому им не пришлось сдаваться. Эдуард III заявил, что это не так: их нужно было доставить прямо из Шотландии — буквально со стороны Шотландии — в то время как Кит, Грей и Прендергюст приблизились к Берику со стороны Англии. Эдуард III постановил, что соглашение о перемирии было нарушено — город не сдался и не был освобождён. Виселица была построена прямо у городских стен, и Томас Сетон был заложником самого высокого ранга, в то время как его родители наблюдали. Эдуард III дал указание, что каждый день город не сдавался, ещё двух заложников нужно было повесить.
Пехота в позднесредневековой броне сражается и умирает Кит, приняв командование городом от Сетона, 15 июля заключил новое перемирие, пообещав сдаться, если не сдастся на закате 19 июля. Перемирие состояло из двух соглашений: одно между Эдуардом III и городом Берик, а другое между Эдуардом III и Марчем, хранителем замка Берик. Он определил обстоятельства, при которых облегчение будет или не должно произойти. Условия капитуляции не были безусловными. Город должен был быть возвращён английской земле и закону, но жителям должно было быть позволено покинуть свои дома и забрать личные вещи под безопасным поведением Эдуарда III. Всем членам гарнизона также будет предоставлен бесплатный проход. Облегчение было определено как одно из трёх событий: 200 шотландских вооружённых людей пробивались в Берик; шотландская армия пробивается через определённый участок реки Твид; или поражение английской армии в открытом бою на шотландской земле. При заключении нового договора Кита было разрешено немедленно покинуть Берик, поехать туда, где находился Страж Шотландии, сообщить ему об условиях договора и благополучно вернуться в Берик.
К этому времени Дуглас двинулся на юг в Бамбург, где все ещё оставалась королева Филиппа, жена Эдуарда III, и осадил его; Дуглас надеялся, что это заставит Эдуарда III снять осаду. В 1319 году отец Эдуарда III, Эдуард II, снял осаду Берика после того, как шотландская армия наступила на Йорк, где остановилась его королева, и опустошила Йоркшир. Однако, что бы ни беспокоил Эдуарда III в отношении своей королевы, он игнорировал угрозу для Бамбурга. У шотландцев не было времени на то, чтобы создать снаряжение, необходимое для штурма крепости. Шотландцы опустошили деревню, но Эдуард III проигнорировал это. Он разместил английскую армию на холме Халидон, небольшом возвышении высотой около 600 футов (180 метров), в 2 милях (3,2 км) к северо-западу от Берика, что даёт превосходный вид на город и окрестности. С этой выгодной позиции он доминировал на пересечении Твида, указанного в заветах, и мог атаковать фланг любой силы вооружённых людей, пытающихся проникнуть в Берик. Получив новости Кейта, Дуглас чувствовал, что его единственный вариант — вступить в бой с англичанами. Пересекая Твид к западу от английской позиции, шотландская армия достигла города Дунс, в 15 милях (24 км) от Берика, 18 июля. На следующий день он приблизился к Холму Халидон с северо-запада, готовый дать бой на земле, выбранной Эдуардом III. Эдуарду III пришлось столкнуться с шотландской армией на фронте и охранять свой тыл от риска вылазки гарнизона Берика. По некоторым данным, значительная часть английской армии осталась охранять Берик.

Шотландские владения, переданные Эдуардом Балиолом Англии по Ньюкаслскому договору 1334 года
Шотландия (разделена между сторонниками Давида II Брюса и Эдуарда Баллиола)
Территория, уступленная королю Англии Эдуардом Баллиолом
Англия

Чтобы вступить в схватку с англичанами, шотландцам пришлось продвигаться вниз по склону, пересечь большую площадь болотистой местности и затем подняться на северный склон холма Халидон. Битва при Дупплин Мур в прошлом году показала, насколько шотландцы были уязвимы для стрел. Благоразумным курсом действий было бы уйти и ждать лучшей возможности сражаться, но это гарантировало бы потерю Берика. Армии встретили разведчиков друг друга около полудня 19 июля. Дуглас приказал атаковать. «Хроника Ланеркоста» сообщает:
…Шотландцы, которые шли впереди, были настолько ранены и ослеплены множеством английских стрел, что не могли помочь себе, и вскоре начали отворачиваться от ударов стрел и падали. 
Шотландцы понесли много жертв, и нижние части холма были завалены мёртвыми и ранеными. Оставшиеся в живых продолжали подниматься вверх, через стрелы «толщиной в пятнышки солнечного луча», по словам неназванного современника, цитируемого Николсоном, и к ожидающим копьям.
Шотландская армия разбилась, последователи лагеря бежали на лошадях, а беглецов преследовали конные английские рыцари. Шотландские жертвы исчислялись тысячами, в том числе Дуглас и пять графов, погибших на поле. Шотландцы, которые сдались, были убиты по приказу Эдуарда, а некоторые утонули, когда они убежали в море. Сообщалось о четырнадцати жертвах в Англии; некоторые хроники дают более низкую цифру семь. Около ста шотландцев, попавших в плен, были обезглавлены на следующее утро, 20 июля. Это была дата, когда истекло второе перемирие Берика, и город и замок сдались на условиях в заключениях.

## Последствия
После капитуляции Берика Эдуард III назначил Генри Перси констеблем, а сэра Томаса Грея из Хитона (отца летописца Томаса Грея) его заместителем. Считая свою часть дела выполненной и испытывая нехватку денег, он уехал на юг. 19 июня 1334 года Баллиол принёс Эдуарду вассальную клятку за Шотландию, а ещё до этого передал Англии восемь графств юго-востока Шотландии. Баллиол правил шотландским государством из Перта, откуда он пытался подавить оставшееся сопротивление. Сетон в свою очередь дал вассальную клятву Баллиолу. Баллиол был вновь свергнут в 1334 году, восстановлен в 1335 году и окончательно свергнут в 1336 году теми, кто был верен Давиду II. Берик остался военной и политической базой англичан до 1461 года, когда он был возвращён Шотландии королём Генрихом VI. Клиффорд Роджерс заявляет, что Берик «оставался яблоком раздора на протяжении всего средневековья» до его окончательного захвата английским герцогом Глостером, будущим королём Ричардом III, в 1482 году.